# Bush-Holley House

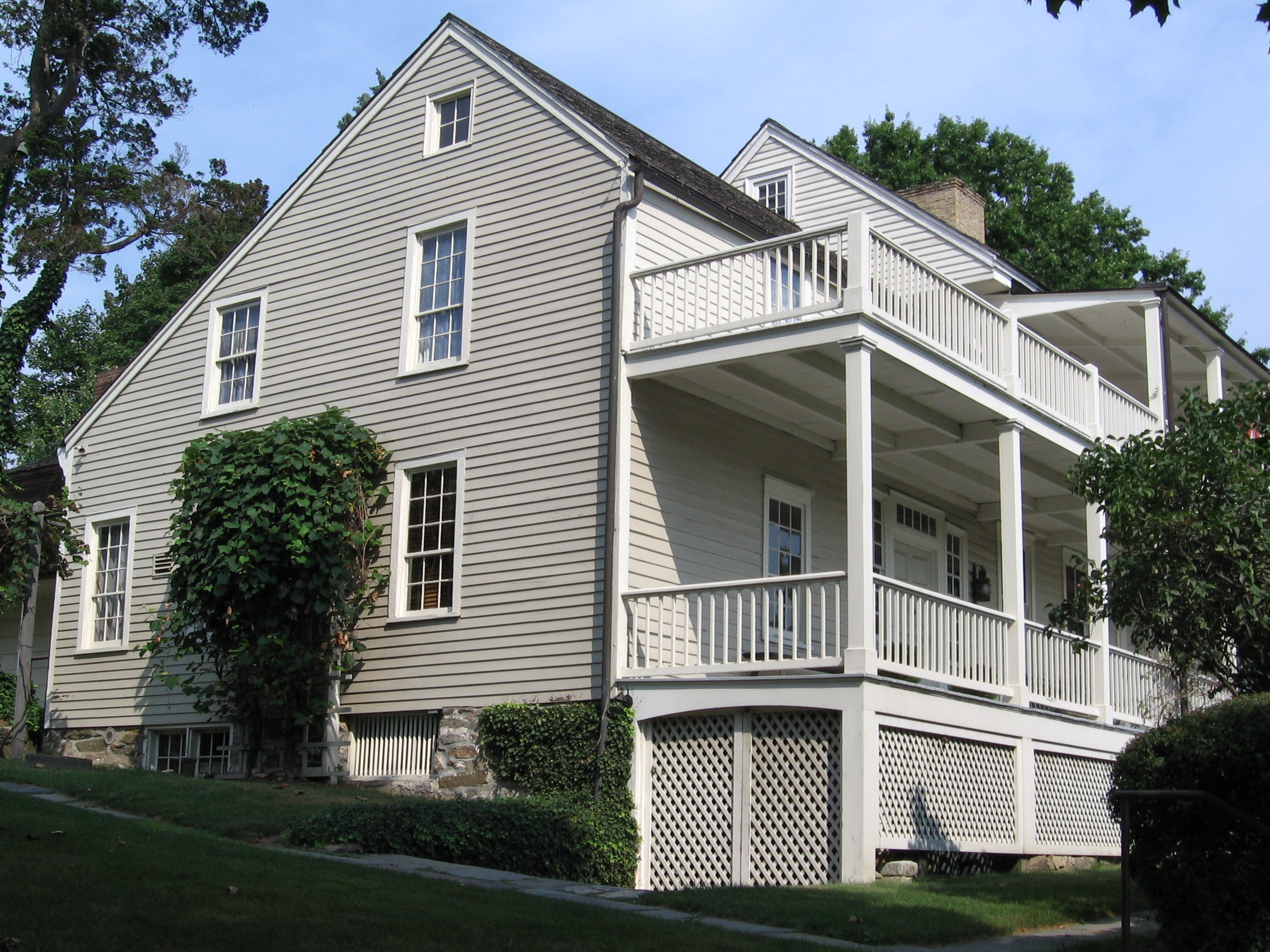
Bush-Holley House im Stadtteil Cos Cob von Greenwich, Connecticut, von der Südostecke aus gesehen, 2007

Das Bush-Holley House ist ein historisches Gebäude in Cos Cob, Greenwich, Connecticut, USA. Es wurde um 1730 erbaut und diente im Laufe der Zeit verschiedenen Zwecken, unter anderem als Wohnhaus und als Zentrum der Cos Cob Art Colony. Heute befindet es sich im Besitz der Greenwich Historical Society und ist als National Historic Landmark anerkannt.

## Geschichte
Das Haus wurde zwischen 1728 und 1730 in mehreren Bauphasen errichtet. Ursprünglich war es ein zweistöckiges Gebäude auf einem Hügel über dem Hafen, was es zu einem idealen Standort für den Handel mit New York machte. 1738 erwarb Justus Bush, ein wohlhabender holländischer Landwirt und Stadtrat von Greenwich, das Anwesen. Sein Sohn David Bush spielte eine wichtige Rolle im lokalen Handel und betrieb eine Getreidemühle und mehrere Lagerhäuser in der Nähe des Hauses.
Das Bush-Holley-Haus überstand die Amerikanische Revolution und wurde zum Zentrum einer der ersten Künstlerkolonien des amerikanischen Impressionismus. Die Dauerausstellung gliedert sich in zwei Zeitabschnitte: die Zeit der New Nation (1790–1825), als das Haus der Familie Bush gehörte, und die Zeit der Cos Cob Art Colony (1890–1920), als das Haus als Pension und Treffpunkt für Schriftsteller und Künstler wie Childe Hassam, John Henry Twachtman und J. Alden Weir diente. Acht stimmungsvolle, gut dokumentierte Räume erzählen die Geschichte des Wandels im Laufe der Zeit. Die anderen historischen Gebäude, die Landschaft und die Gärten erinnern an die Zeit um die Wende zum 20. Jahrhundert, als Cos Cob zur ersten Künstlerkolonie des Impressionismus in Connecticut wurde.

## Architektur

Bush-Holley House, 39 Strickland Road, Cos Cob, Fairfield County, CT, 1963

Das Bush-Holley-Haus ist ein herausragendes Beispiel für die Architektur des 18. Jahrhunderts in Neuengland. Es wurde im „Saltbox“-Stil erbaut, der sich durch ein langes, abfallendes Dach und eine asymmetrische Form auszeichnet. Im Laufe der Jahre wurden verschiedene Anbauten hinzugefügt, um den Bedürfnissen der Bewohner gerecht zu werden. Trotz dieser Veränderungen hat das Gebäude seinen historischen Charakter bewahrt und bietet heute einen Einblick in die Bau- und Lebensweise vergangener Epochen.